# Trégonneau
Trégonneau [tʁegɔno] est une commune française située dans le département des Côtes-d'Armor, en région Bretagne.

## Géographie
|            | Squiffiec  |                     |
| Kermoroc'h | Trégonneau | Pommerit-le-Vicomte |
|            | Plouisy    | Pabu                |

### Hydrographie
Pour un article plus général, voir Réseau hydrographique des Côtes-d'Armor.
La commune est située dans le bassin Loire-Bretagne. Elle est drainée par le Trieux, le Trégonneau et le ruisseau de Kerprigent,,.
Le Trieux, d'une longueur de 72 km, prend sa source dans la commune de Kerpert et se jette  dans la Manche entre Lézardrieux et Ploubazlanec, après avoir traversé 21 communes. 

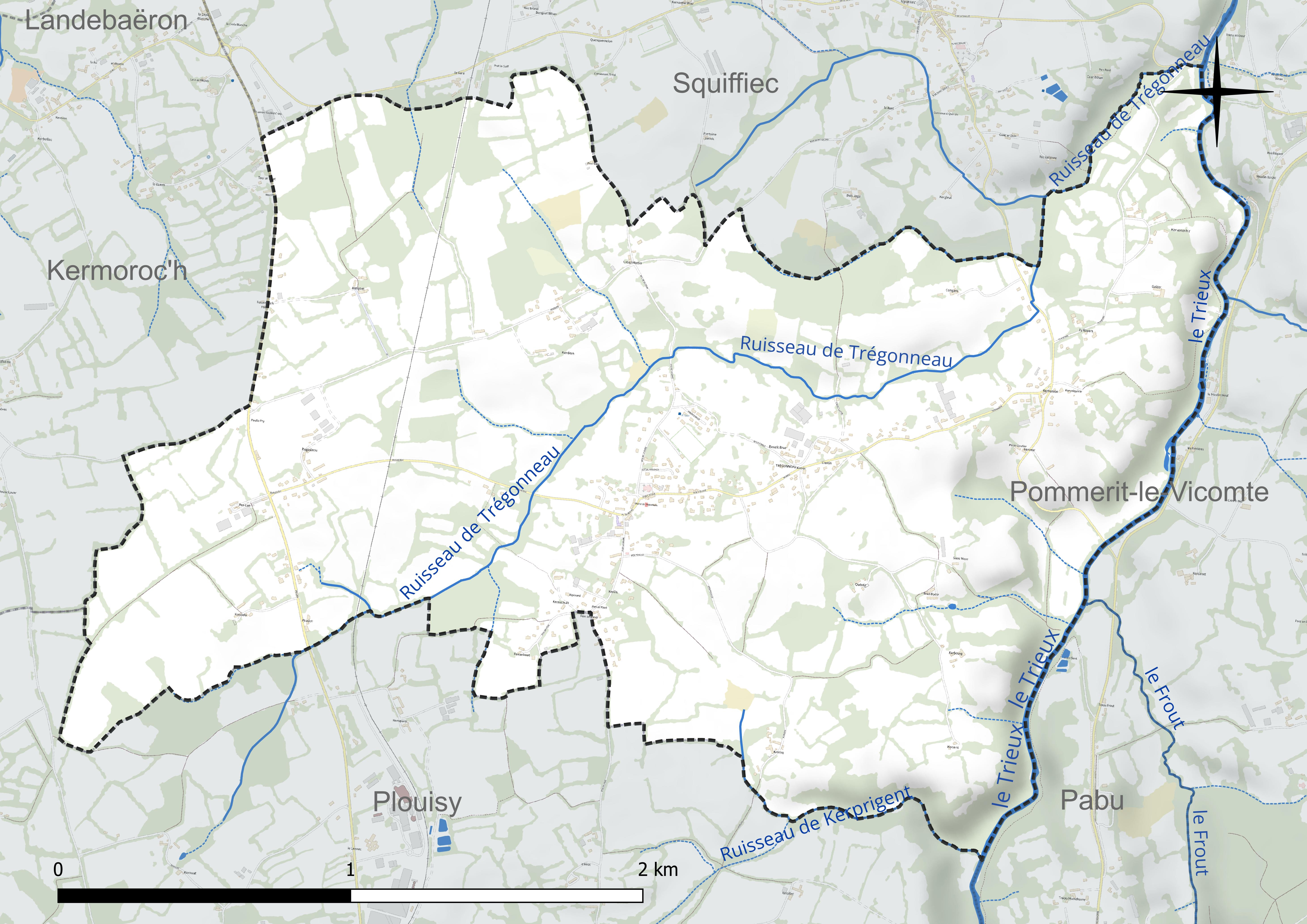
Réseau hydrographique de Trégonneau.

### Climat
Pour des articles plus généraux, voir Climat de la Bretagne et Climat des Côtes-d'Armor.
En 2010, le climat de la commune est de type climat océanique franc, selon une étude du CNRS s'appuyant sur une série de données couvrant la période 1971-2000. En 2020, Météo-France publie une typologie des climats de la France métropolitaine dans laquelle la commune est exposée à un climat océanique et est dans la région climatique Finistère nord, caractérisée par une pluviométrie élevée, des températures douces en hiver (6 °C), fraîches en été et des vents forts. Parallèlement l'observatoire de l'environnement en Bretagne publie en 2020 un zonage climatique de la région Bretagne, s'appuyant sur des données de Météo-France de 2009. La commune est, selon ce zonage, dans la zone « Intérieur », exposée à un climat médian, à dominante océanique.
Pour la période 1971-2000, la température annuelle moyenne est de 11 °C, avec une amplitude thermique annuelle de 10,7 °C. Le cumul annuel moyen de précipitations est de 890 mm, avec 14,1 jours de précipitations en janvier et 7,8 jours en juillet. Pour la période 1991-2020, la température moyenne annuelle observée sur la station météorologique la plus proche, située sur la commune de Lanleff à 13 km à vol d'oiseau, est de 11,7 °C et le cumul annuel moyen de précipitations est de 845,9 mm,. Pour l'avenir, les paramètres climatiques de la commune estimés pour 2050 selon différents scénarios d'émission de gaz à effet de serre sont consultables sur un site dédié publié par Météo-France en novembre 2022.

## Urbanisme

### Typologie
Au 1er janvier 2024, Trégonneau est catégorisée commune rurale à habitat dispersé, selon la nouvelle grille communale de densité à 7 niveaux définie par l'Insee en 2022.
Elle est située hors unité urbaine. Par ailleurs la commune fait partie de l'aire d'attraction de Guingamp, dont elle est une commune de la couronne,. Cette aire, qui regroupe 15 communes, est catégorisée dans les aires de moins de 50 000 habitants,.

### Occupation des sols
L'occupation des sols de la commune, telle qu'elle ressort de la base de données européenne d’occupation biophysique des sols Corine Land Cover (CLC), est marquée par l'importance des territoires agricoles (86,6 % en 2018), en diminution par rapport à 1990 (88 %). La répartition détaillée en 2018 est la suivante :
zones agricoles hétérogènes (60,7 %), prairies (25,6 %), zones urbanisées (8,8 %), forêts (4,6 %), terres arables (0,4 %). L'évolution de l’occupation des sols de la commune et de ses infrastructures peut être observée sur les différentes représentations cartographiques du territoire : la carte de Cassini (XVIIIe siècle), la carte d'état-major (1820-1866) et les cartes ou photos aériennes de l'IGN pour la période actuelle (1950 à aujourd'hui).

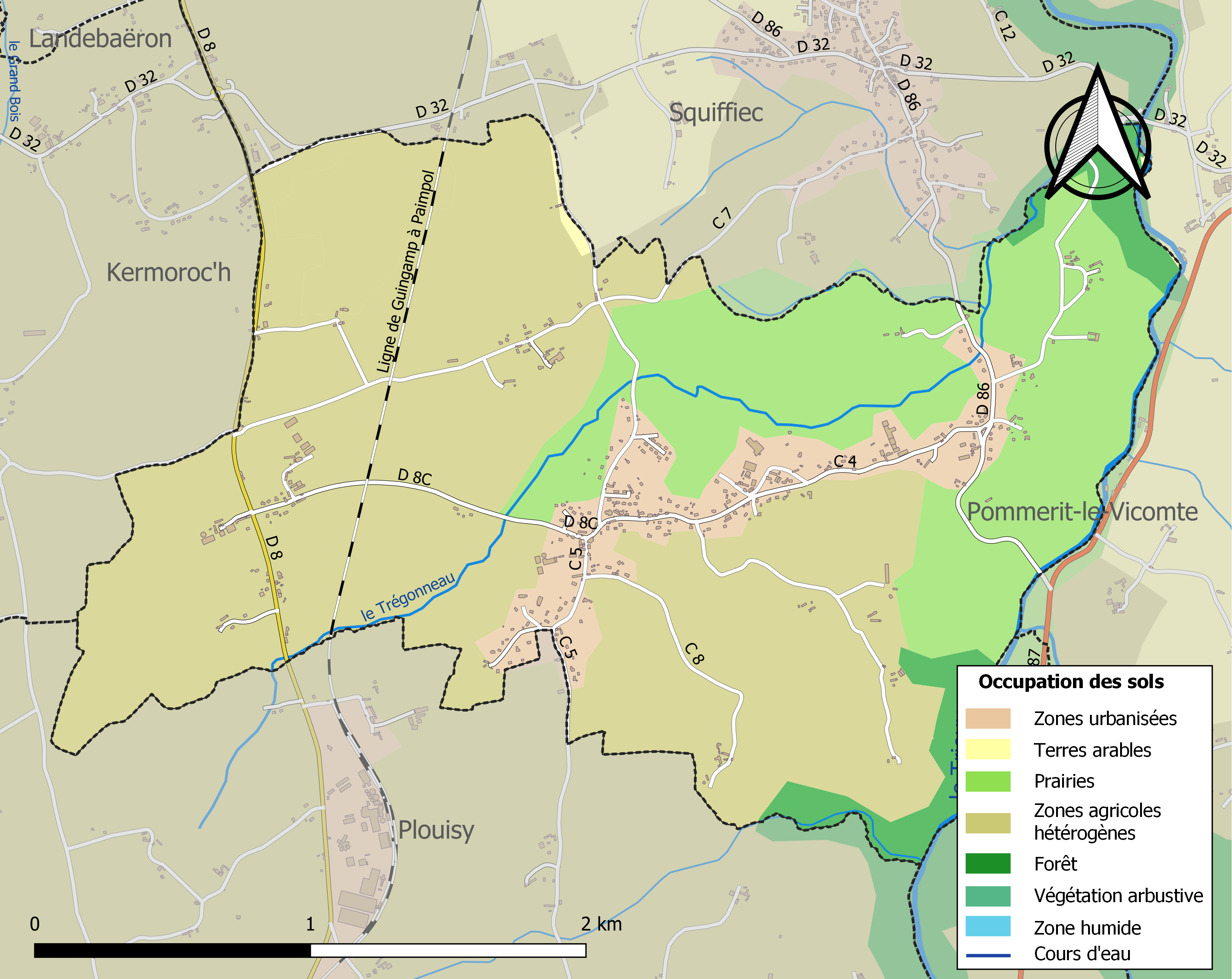
Carte des infrastructures et de l'occupation des sols de la commune en 2018 (CLC).

## Toponymie
Le nom de la localité est attesté sous les formes Trégonneau en 1461 et Tregonneau en 1481.
Trégonneau signifie littéralement Treb (village) et Coneau ou coneo, le « village de Coneau ».

## Histoire

### LeXXesiècle

#### Les guerres duXXesiècle
Le monument aux morts porte les noms des 30 soldats morts pour la Patrie :
- 24 sont morts durant la Première Guerre mondiale ;
- 6 sont morts durant la Seconde Guerre mondiale.

## Politique et administration

### Liste des maires
| Période                                  | Période                  | Identité                 | Étiquette | Qualité                                                                                               |
| ---------------------------------------- | ------------------------ | ------------------------ | --------- | --- |
| Les données manquantes sont à compléter. |                          |                          |           | |
| 1839                                     | 1839                     | Ollivier Marie Nicolas   |           | |
| Les données manquantes sont à compléter. |                          |                          |           | |
| avant 1951                               | mai 1953                 | Yves Kerleau             |           | |
| mai 1953                                 | mars 1971                | François Ribaut          |           | |
| mars 1971                                | mars 1989                | Jean Mahé (1925-2004)    | PS        | Exploitant agricole à Kerrio                                                                          |
| mars 1989                                | mars 2014                | Jean Ribaut              | PS        | Retraité de l'Éducation nationale, maire honoraire Président de la CC du Pays de Bégard (2008 → 2014) |
| mars 2014                                | février 2018 (démission) | Jean-Luc Picaud          | SE        | Ingénieur retraité                                                                                    |
| 6 mars 2018                              | 25 mai 2020              | Françoise Poupon         | SE        | Déléguée médicale, ancienne adjointe au maire                                                         |
| 25 mai 2020                              | En cours                 | Stéphanie Caradec-Bocher | SE        | Secrétaire de mairie                                                                                  |

## Démographie
L'évolution du nombre d'habitants est connue à travers les recensements de la population effectués dans la commune depuis 1793. Pour les communes de moins de 10 000 habitants, une enquête de recensement portant sur toute la population est réalisée tous les cinq ans, les populations de référence des années intermédiaires étant quant à elles estimées par interpolation ou extrapolation. Pour la commune, le premier recensement exhaustif entrant dans le cadre du nouveau dispositif a été réalisé en 2006.

En 2022, la commune comptait 523 habitants, en évolution de −7,6 % par rapport à 2016 (Côtes-d'Armor : +1,78 %, France hors Mayotte : +2,11 %).
| 1793 | 1800 | 1806 | 1821 | 1831 | 1836 | 1841 | 1846 | 1851 |
| ---- | ---- | ---- | ---- | ---- | ---- | ---- | ---- | ---- |
| 423  | 552  | 526  | 531  | 766  | 637  | 645  | 682  | 657  |

| 1856 | 1861 | 1866 | 1872 | 1876 | 1881 | 1886 | 1891 | 1896 |
| ---- | ---- | ---- | ---- | ---- | ---- | ---- | ---- | ---- |
| 618  | 625  | 645  | 616  | 591  | 556  | 528  | 508  | 510  |

| 1901 | 1906 | 1911 | 1921 | 1926 | 1931 | 1936 | 1946 | 1954 |
| ---- | ---- | ---- | ---- | ---- | ---- | ---- | ---- | ---- |
| 481  | 489  | 461  | 427  | 410  | 415  | 374  | 392  | 304  |

| 1962 | 1968 | 1975 | 1982 | 1990 | 1999 | 2006 | 2011 | 2016 |
| ---- | ---- | ---- | ---- | ---- | ---- | ---- | ---- | ---- |
| 315  | 314  | 277  | 324  | 363  | 401  | 467  | 525  | 566  |

| 2021 | 2022 | - | - | - | - | - | - | - |
| ---- | ---- | - | - | - | - | - | - | - |
| 541  | 523  | - | - | - | - | - | - | - |

## Lieux et patrimoine

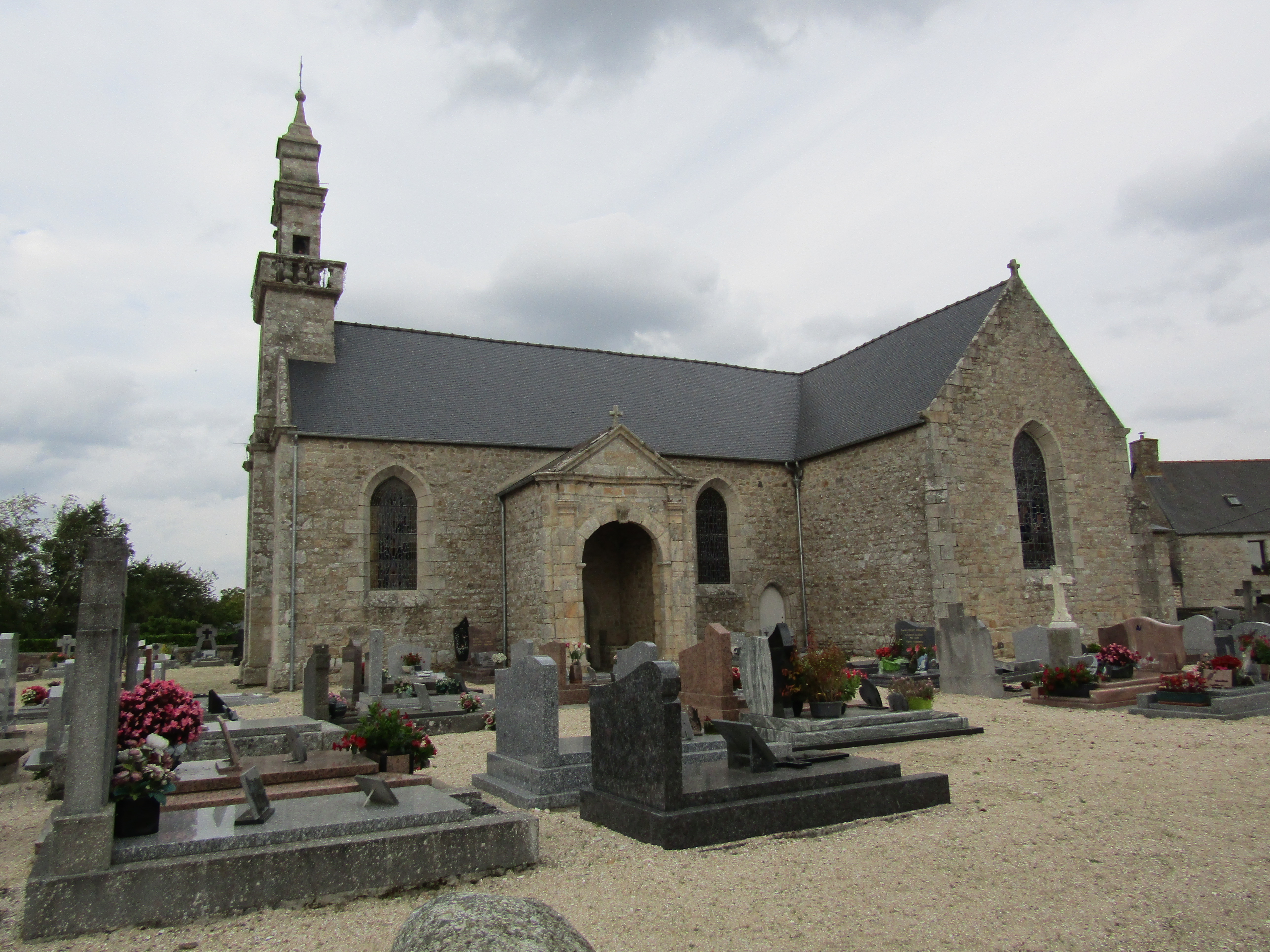
L'église Notre-Dame.

- Église Notre-Dame datant du XVIIIe siècle.
- La chapelle Saint-Yves datant du XIXe siècle.
- La fontaine Notre-Dame qui se trouve entre l'église et le stade municipal sur la droite.